# Suvi Mikkonen (giocatrice di football americano)
Suvi Mikkonen (...) è una giocatrice di football americano finlandese, che gioca come wide receiver per le Tampere Saints..